# Coupé

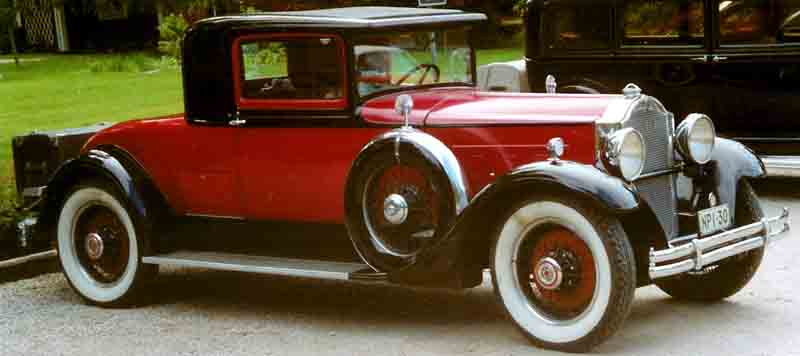
Packard Modell 733 Standard Eight als Dreifenster-Coupé (1930)

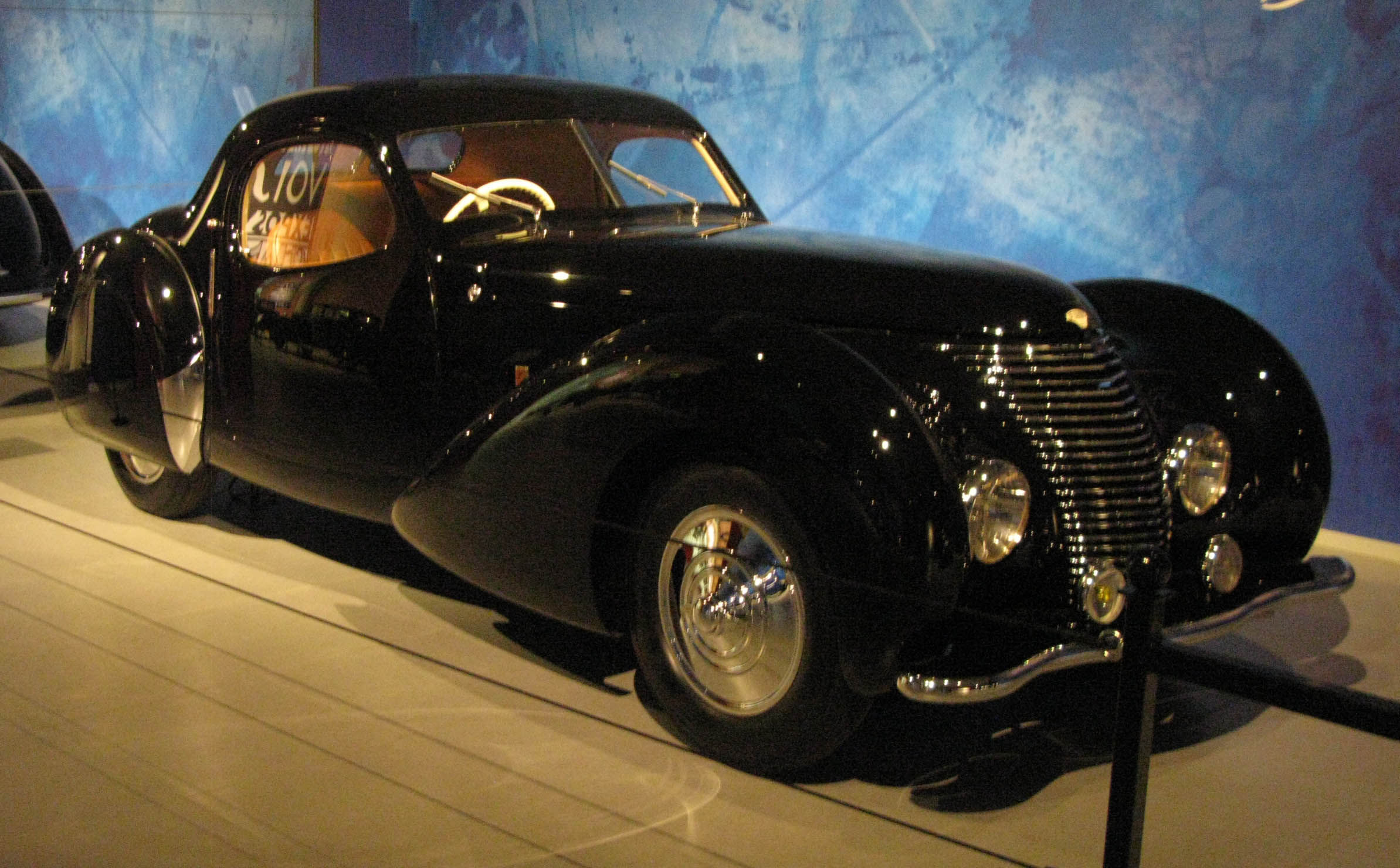
Delahaye Type 135 Coupé von Pourtout (1946)

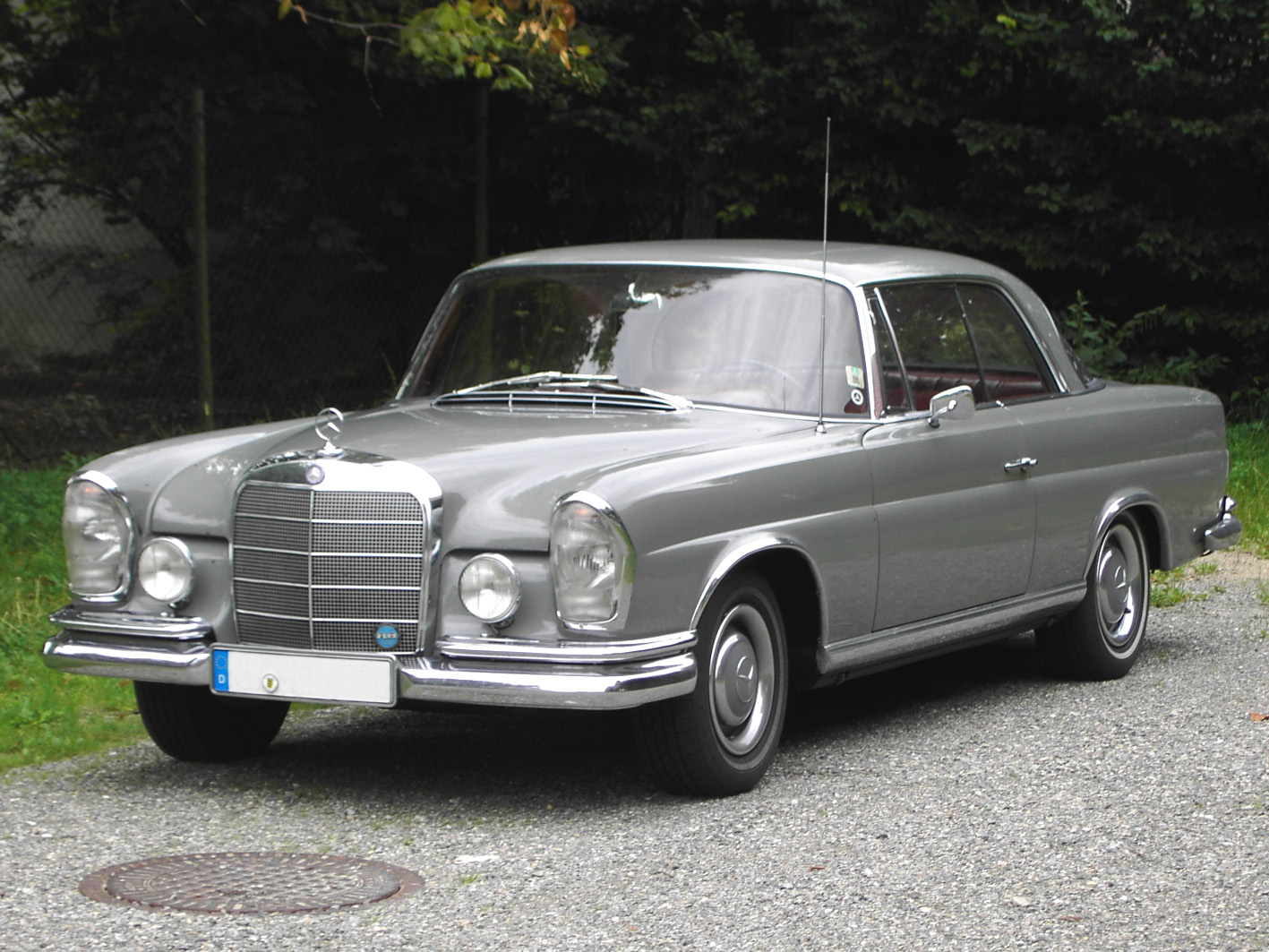
Mercedes-Benz W 111, Coupé in klassischer Bauweise

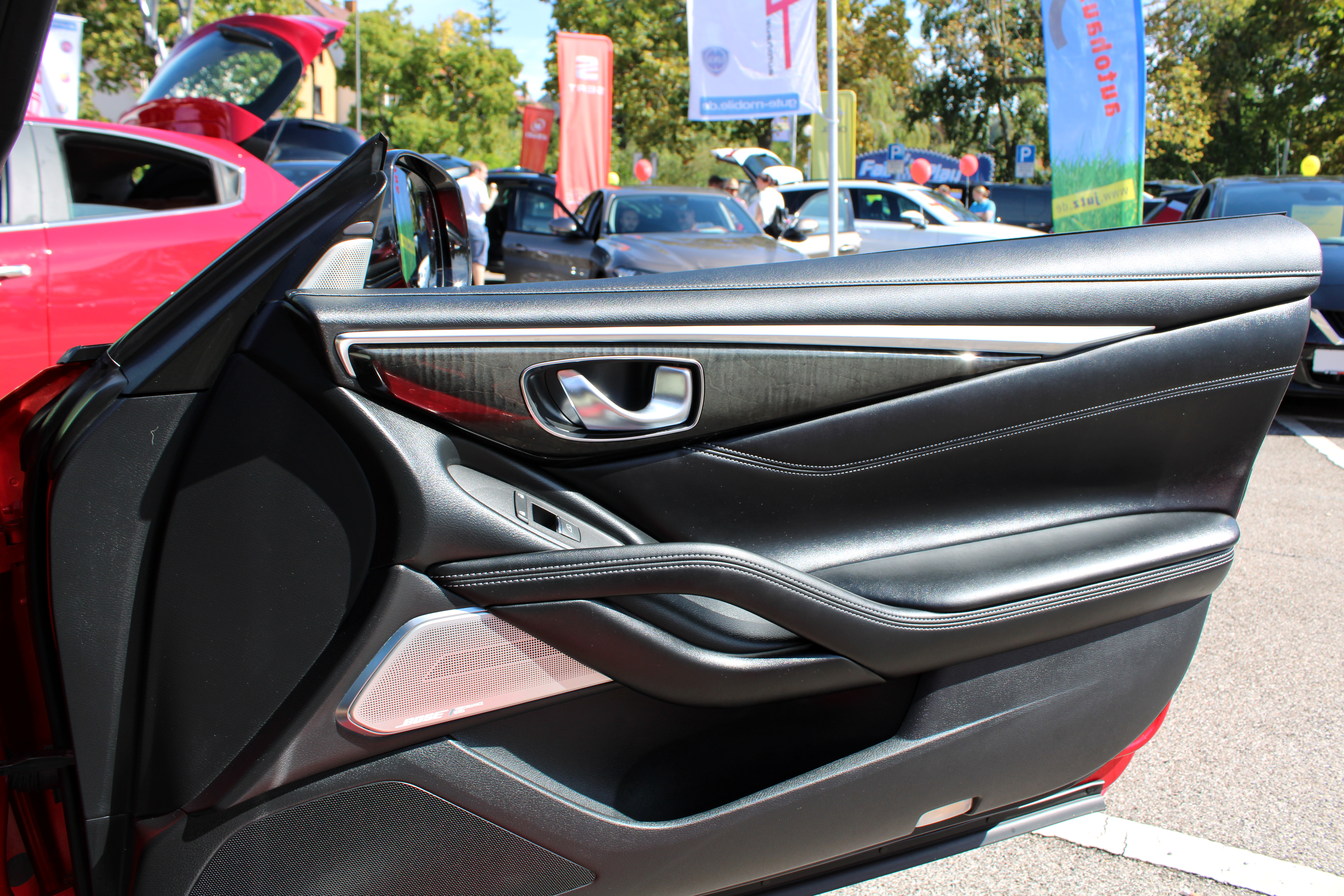
Viele Coupés haben rahmenlose Seitenscheiben wie hier beim Infiniti Q60

Das Coupé (französisch für „geschnitten“ oder „abgeschnitten“) ist im klassischen Sinne ein geschlossener zweitüriger Wagen mit einem sportlichen und eleganten Erscheinungsbild. Die Bezeichnung ist deutlich älter als das Kraftfahrzeug und setzte sich bereits im Bau von Kutschen durch. Gegenüber der Limousine hat diese Karosseriebauform ein verkürztes, „abgeschnittenes“ oder stark nach hinten abfallendes Dach, das häufig von nur zwei Säulenpaaren getragen wird. Ursprünglich waren Coupés Zweisitzer, im heutigen Sinne werden auch Vier- oder Fünfsitzer dazu gezählt, deren Fond jedoch weniger komfortabel ist als die Plätze für Fahrer und Beifahrer (2+2-Sitzer).
Coupés können eigenständige Fahrzeuge sein, wie der Audi TT, andere waren oder sind durch Verkürzung und Änderung des Dachs oder auch der Seitenlinie von einer Limousine abgeleitet. Zu vielen Coupés gibt es ein entsprechendes Cabriolet.
Ferrari unterscheidet traditionell zwischen Coupé und Berlinetta (ital. Verkleinerungsform von „Berlina“; dt. etwa: kleine Limousine). Alle Berlinettas von Ferrari sind Zweisitzer mit geschlossenem Cockpit.
Weitere begriffliche Überlappungen gibt es mit Gran Turismo, Personal Luxury Cars und Coach.
Bereits vor der Rechtschreibreform 1996 gab es für „Coupé“ auch die eingedeutschte Schreibweise Kupee, die jedoch 2011 wieder abgeschafft wurde.

## Begriffsentwicklung

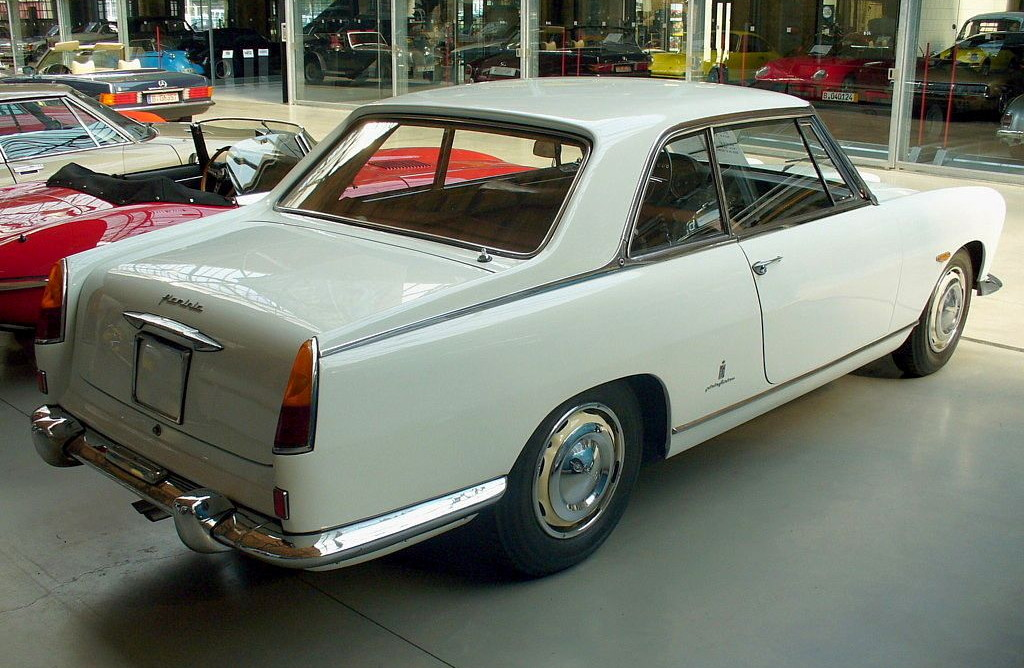
Historisches Lancia Flaminia Coupé, trotz B-Säule ein Coupé

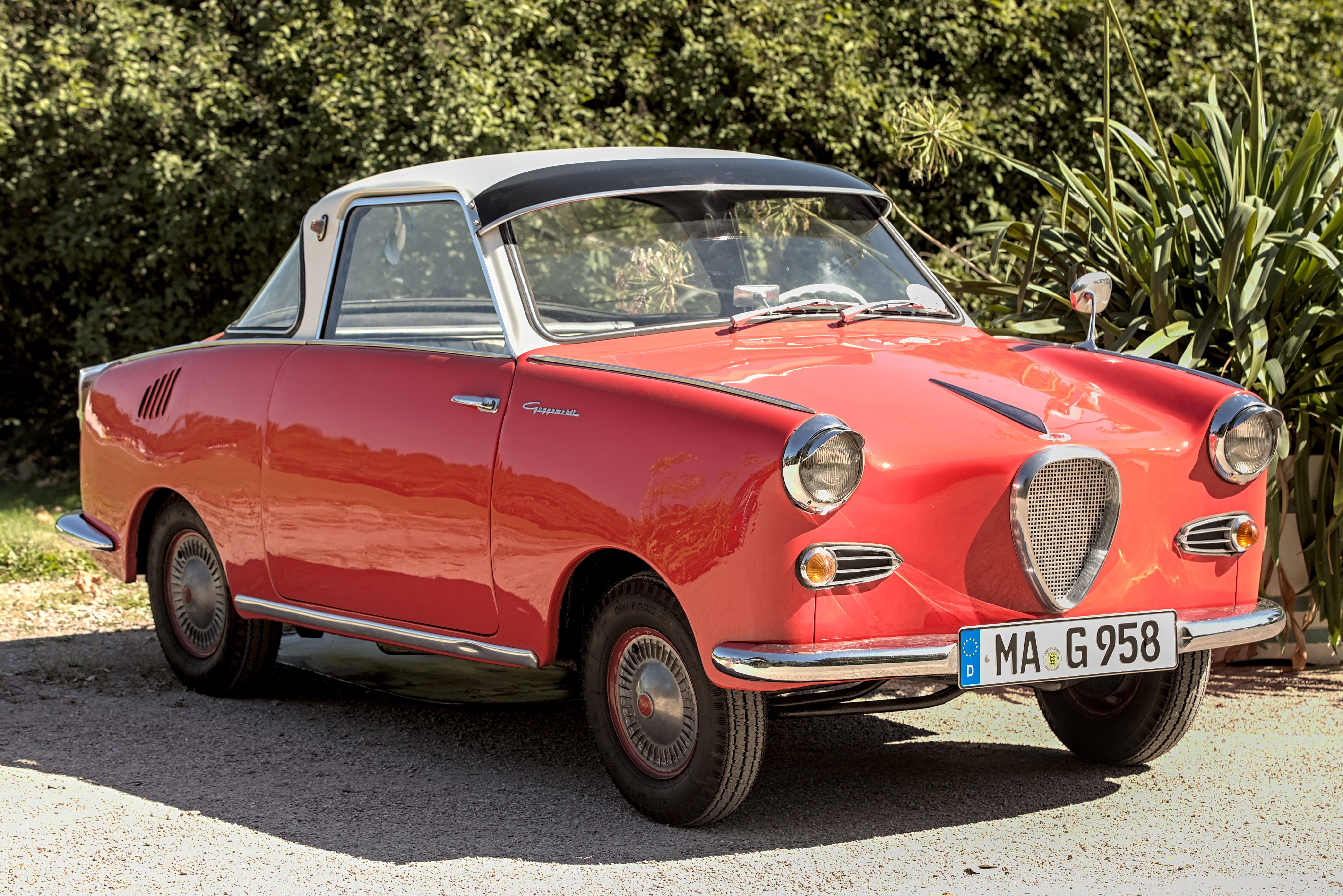
Goggomobil Coupé – die Bezeichnung Coupé wurde auch für weniger sportliche Fahrzeuge verwendet

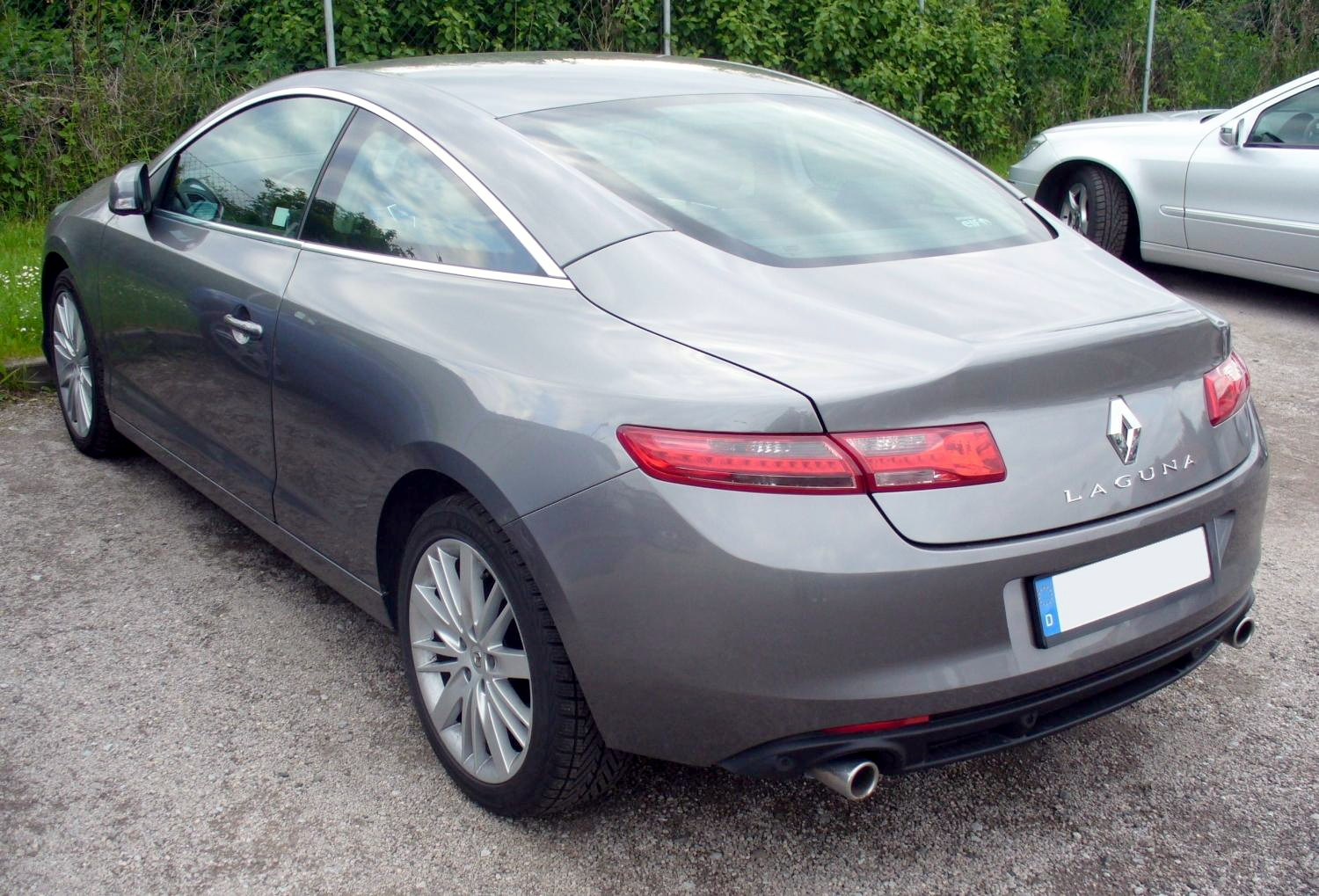
Renault Laguna Coupé mit Fließheck

Die Bezeichnung Coupé stammt von einem vierrädrigen Kutschenmodell mit zwei Sitzplätzen in der Kabine, bei dem der Fahrer weit vorne und außerdem draußen saß. Von der Seite betrachtet ähnelte dieses Fahrzeug einer viersitzigen Kutsche, bei der der Teil, in dem sich normalerweise die vorderen Sitzplätze befanden, abgeschnitten (franz.: coupé) war.
Auch bei Kraftfahrzeugen wurden mit dem Begriff Coupé anfangs Fahrzeuge beschrieben, die im Gegensatz zu einer Limousine nicht vollständig geschlossen waren. Bei ihnen saß der Chauffeur vorne im Fahrzeug ohne ein Dach im Freien, während die Fahrgäste hinten in einem geschlossenen Abteil Platz fanden. Ein Beispiel hierfür ist das Bugatti Royale Coupé „Napoleon“.
In den 1950er-Jahren wurde der Begriff Coupé für besonders sportliche oder exklusive Limousinen mit zwei Türen, aber auch für Sportwagen gebraucht. Coupés hatten in dieser Zeit oft nur zwei Sitzplätze. Seit den 1960er- und 1970er-Jahren wird der Begriff Coupé zunehmend für sportliche, zweitürige Limousinen mit oft flach abfallendem Schrägheck gebraucht.
Während daher bei den hiesigen Herstellern ein Coupé oft eine Karosserievariante bekannter Limousinen war, mit gleicher Frontpartie und in der Gesamterscheinung den direkt verwandten Modelltypen sehr ähnlich, wurden in Italien und teils auch in Frankreich in den 1960er, 1970er sowie teils noch in den 1980er Jahren Coupé-Varianten mit völlig eigenständigen Karosserien geschaffen. Diese hatten in der Regel sogar eigenständige Innenräume und teilten sich oft nur wenige Technikbaugruppen mit ihren Typengeschwistern. Das traf auf exzentrische Kleinhersteller wie Lancia genauso zu wie auf die beiden Großhersteller Fiat und Alfa Romeo und ist offenbar in der aus der automobilen Anfangszeit erhaltenen Tradition der vielen Karosserie- und Design-Unternehmen in Italien und Frankreich begründet. Die Fahrzeuge dieser etwas weiter gefassten Coupé-Definition verfügen meist über mehr als zwei Sitze, jedoch ist der Platz auf der Rücksitzbank meist sehr beengt und wenig komfortabel. Das ist darauf zurückzuführen, dass der Radstand im Vergleich zur viertürigen Variante gekürzt wird.
Manche Modelle werden als Zwei- bzw. Dreitürer angeboten und sind dadurch billiger als die Limousine, zusätzlich gibt es sie eventuell aber auch als exklusives Coupé, Beispiele sind der Ford Taunus 20M P7 oder in jüngerer Zeit der Opel Astra G: Der Wagen wurde als zweitürige Variante der Limousine bei Opel gefertigt sowie als Coupé in Kleinserie von Bertone.
Eine Kuriosität ist der Renault Avantime. Der Wagen erfüllt die Kriterien eines Coupés und war nicht minder exklusiv, der hohe Schwerpunkt und der große Innenraum machen den Wagen aber zum Unikat in der Gattung „Van-Coupé“.

### Erweiterungen des Begriffes
Das positive Image des exklusiven eleganten Coupés hat zu einer Projektion des Begriffs auf einfache Dreitürer oder gar auf sportliche Limousinen geführt.

#### Sportcoupé
Die erste Projektion war das Sportcoupé. Dabei handelte es sich um einfachere sportliche Zwei-/Dreitürer wie den Opel Manta oder den Ford Capri.
In den 1990er Jahren wurde der dreitürige Citroën Xsara als Coupé vermarktet, ebenso die dreitürige Variante der Mercedes-Benz A-Klasse, die mit dem ursprünglichen Verständnis des Begriffs „Coupé“ nichts gemeinsam hat.

#### Viertüriges Coupé

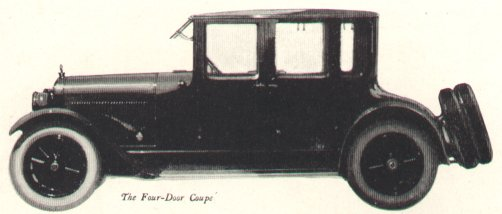
LaFayette Model 134 Four Door Coupe (1921)

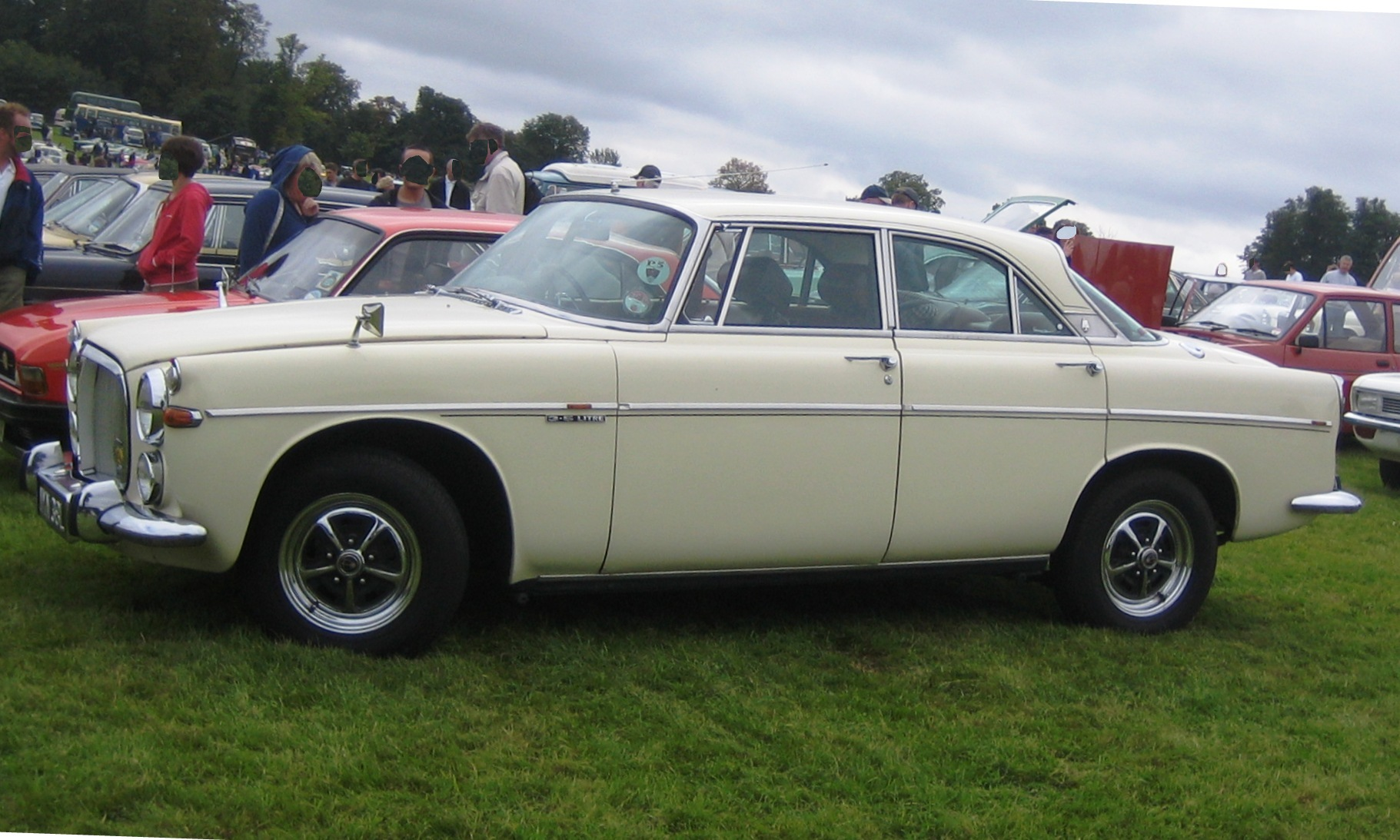
Das erste ausdrücklich als viertüriges Coupé vermarktete Großserienfahrzeug: der Rover P5 von 1958

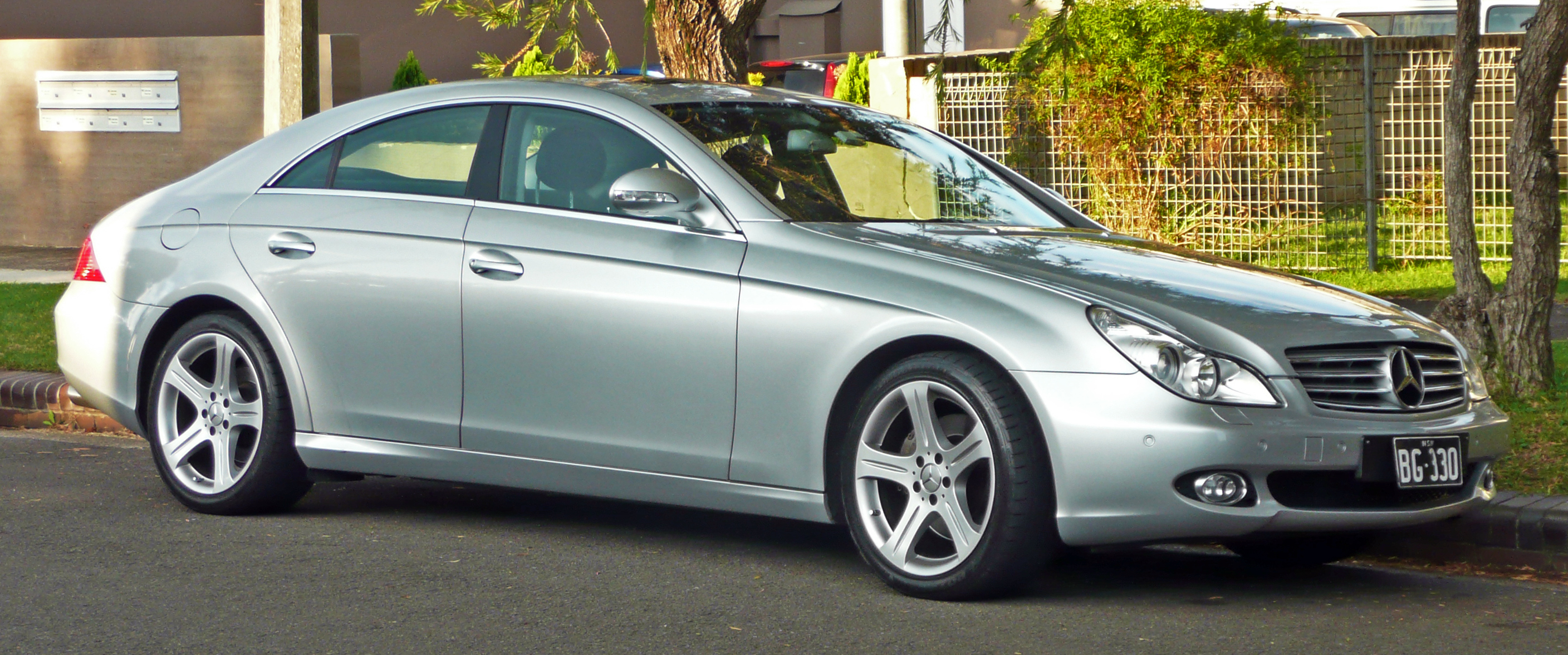
In der Presse als Begründer des Segments viertüriger Coupés angesehen: der Mercedes-Benz CLS von 2004

Viertürige Coupés sind keine Coupés im klassischen Sinne. Sie verbinden einzelne Konstruktions- und Gestaltungsmerkmale von Coupés mit denen einer Limousine. Spätere Interpretationen weisen allgemein ein im Vergleich zu herkömmlichen Limousinen abgesenktes Dach auf, meist auch eine flacher oder fließend verlaufende Dachlinie im Bereich der C-Säule sowie meistens rahmenlose Seitenscheiben. In technischer Hinsicht sind die viertürigen Coupés heute in der Regel von Limousinen abgeleitet, die als Volumenmodelle breite Käuferschichten ansprechen sollen. Im Gegensatz zu den Limousinen sollen viertürige Coupés höherpreisige Marktnischen abdecken.
Der Begriff des viertürigen Coupés hat seinen Ursprung im Produktmarketing. Dabei wird zunächst von der Erwartung ausgegangen, dass der Prestigewert eines Coupés höher ist als der einer Limousine. Mit der Formulierung „viertüriges Coupé“ werden bewusst zwei Merkmale miteinander verbunden, die sich nach herkömmlichem Verständnis gegenseitig ausschließen. Dadurch wird der Eindruck erweckt, es sei ein gänzlich neues Karosseriekonzept entwickelt worden.
Nachweisbar ist der Begriff seit den frühen 1920er Jahren, als gelegentlich verkürzte Innenlenker mit integriertem Kofferraum so bezeichnet wurden. Eine sehr frühe Darstellung findet sich in einer Anzeige der LaFayette Motors Company von 1921. Das gezeigte Fahrzeug wurde von LeBaron für LaFayette entworfen und bei Seaman in Milwaukee in kleiner Auflage produziert. Zumindest in den USA waren die Bezeichnungen Brougham, Club Sedan oder Sport Sedan geläufiger als 4-Door Coupé. Nachdem Ende der 1940er Jahre zweitürige Hardtops das Club Coupé ablösten – Coupés ohne B-Säule, aber mit abgeflachtem Dach und rahmenlosen Seitenscheiben –, wurde diese Gestaltung ab Mitte der 1950er Jahre auch auf Viertürer ausgedehnt, die parallel zu herkömmlichen Limousinen angeboten wurden. Nicht dem Namen, aber dem Zweck nach erfüllten sie die Aufgabe des viertürigen Coupés.
Ab den späten 1950er-Jahren wurden wieder vermehrt viertürige Fahrzeuge unter dem Begriff Coupé vermarktet. Dazu gehört der Rover P5, der 1958 auf den Markt kam und in einer Version mit abgeflachtem Dach als Coupé vermarktet wurde. In den folgenden Jahrzehnten wurden wiederholt Fahrzeuge angeboten, die einzelne oder mehrere der vorstehend genannten Kriterien eines viertürigen Coupés erfüllten. Hierzu gehören der 1988 vorgestellte und dem asiatischen Markt vorbehaltene Nissan Cefiro, der in der Presse ausdrücklich als viertüriges Coupé bezeichnet wurde.
Mercedes-Benz griff dieses Konzept mit dem im Herbst 2004 eingeführten Mercedes-Benz CLS als erster Anbieter wieder auf und etablierte es in der Oberklasse. Im Frühjahr 2013 wurde das Konzept in der Kompaktklasse mit dem CLA nochmals realisiert.
Die Presse sieht vielfach Mercedes-Benz als „Begründer des Segments der viertürigen Coupés“ und hat den Begriff auch für andere Modelle ähnlicher Bauweise übernommen. Angesichts dieses Erfolgs zogen andere Hersteller nach und präsentierten ihrerseits Fahrzeuge – wie etwa VW 2008 den VW Passat CC.
Teilweise werden auch Fahrzeuge wie der Porsche Panamera, der Audi A7, Kia Stinger oder der Citroën DS4 hierzu gezählt; auch den Aston Martin Rapide und den Lamborghini Estoque kann man als viertüriges Coupé bezeichnen. Allerdings ist die begriffliche Abgrenzung zur herkömmlichen Fließhecklimousine unscharf.

#### SUV-Coupé

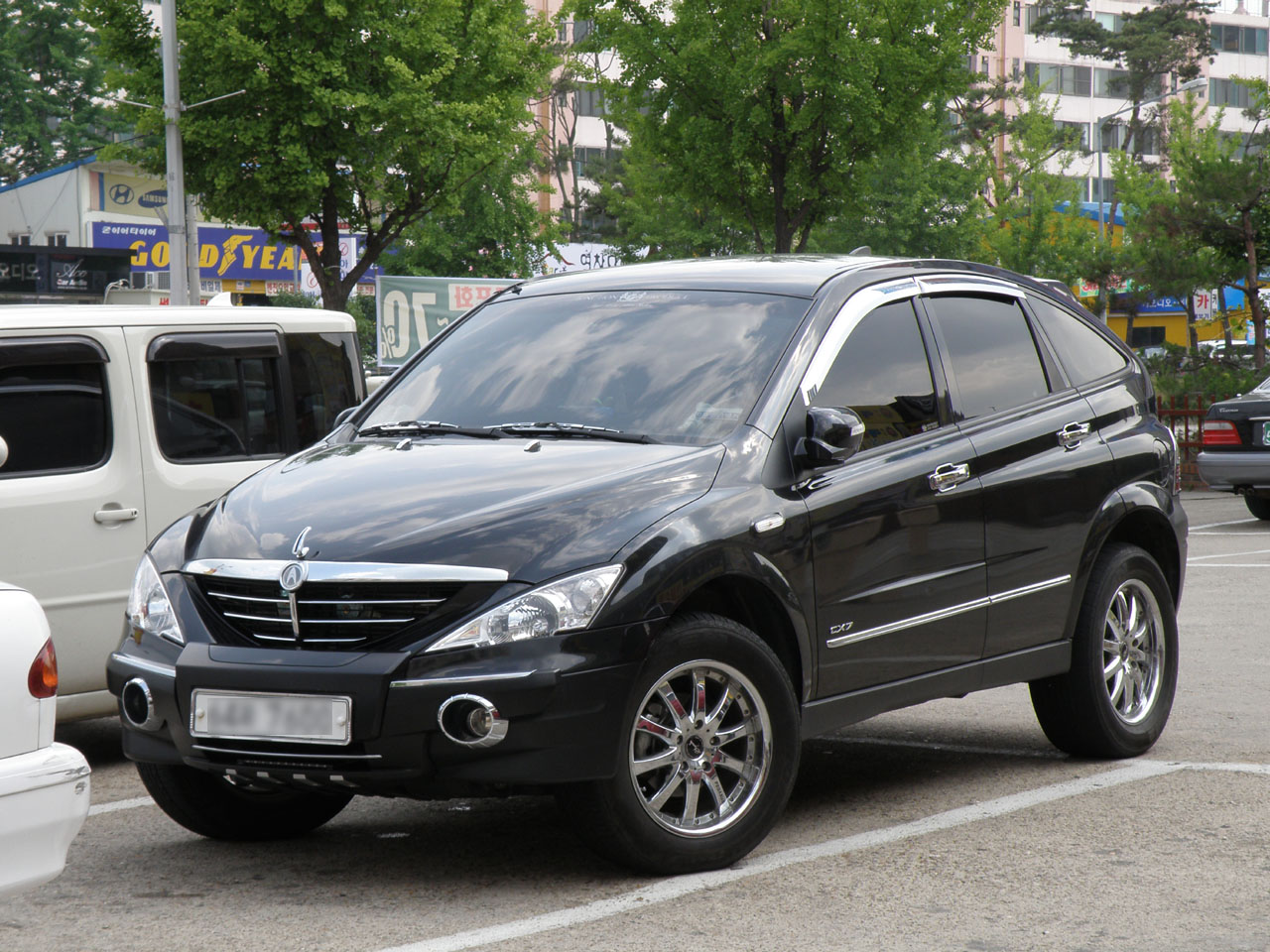
Der SsangYong Actyon gilt als einer der Begründer der SUV-Coupés

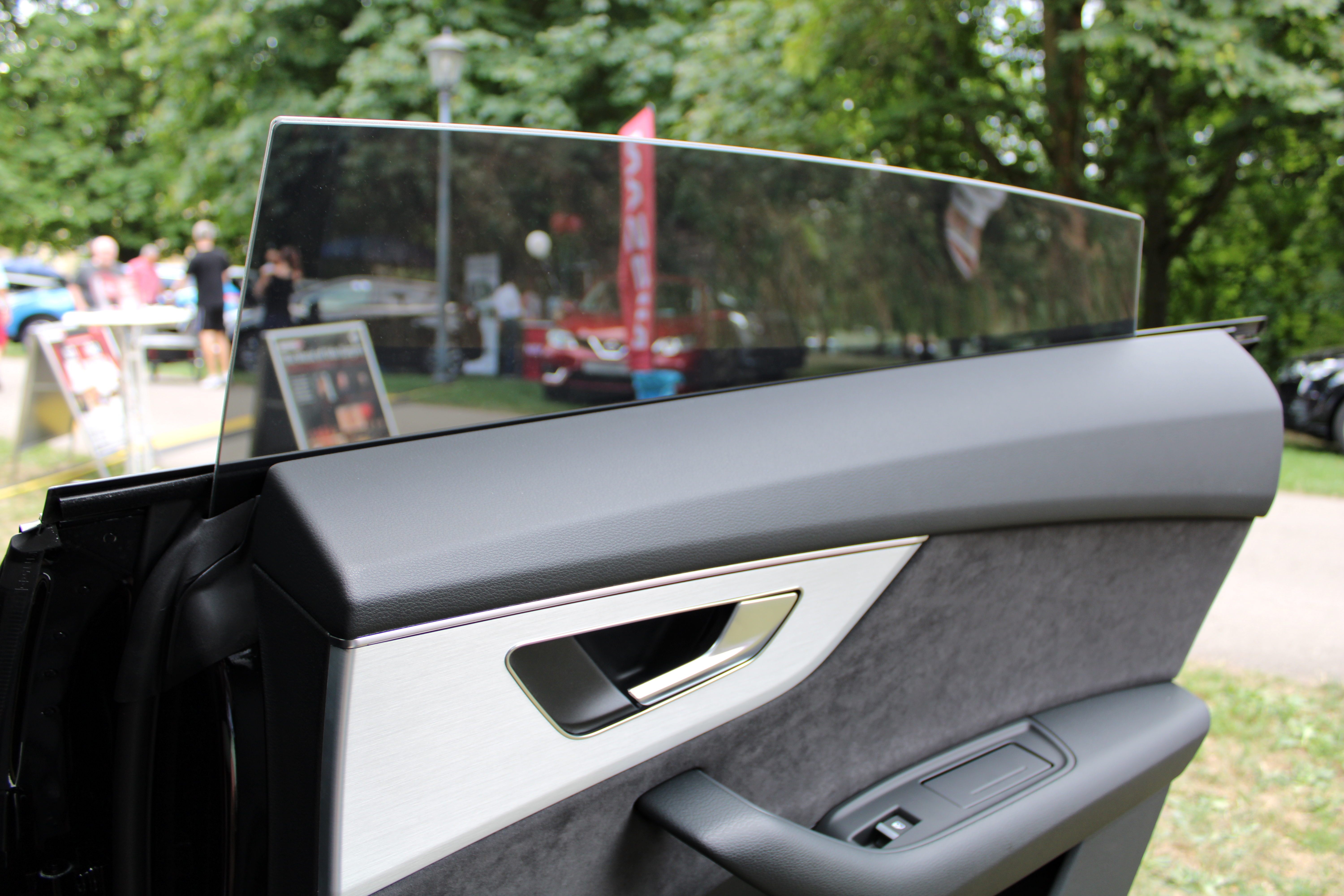
Rahmenlose Seitenscheiben wie beim Audi Q8 werden gerne als Reminiszenz zu den klassischen Coupés eingesetzt

Seit der Einführung des auf dem BMW X5 basierenden BMW X6 im Jahr 2008 verbreitet sich der Begriff des SUV-Coupés. Dabei handelt es sich häufig um Fahrzeuge mit einer Fließheckform auf Basis eines normalen SUV, die zu einem höheren Preis verkauft werden können, da der emotionale Nutzen für den Kunden im Vordergrund steht. Ein großer Beitrag zur Entwicklung dieser Fahrzeugklasse liegt in China, wo die Kunden einen ausdrucksstarken und dominanten Designstil bevorzugen, um ihren individuellen sozialen Aufstieg zu demonstrieren. So verkaufen beispielsweise Mazda zwischen 2016 und 2023 den CX-4 auf Basis des CX-5, Škoda seit 2018 den Kodiaq GT auf Basis des Kodiaq I oder Volkswagen seit 2019 den Teramont X auf Basis des Teramont nur in China. Die SUV-Coupés sind wie die viertürigen Coupés keine Coupés im klassischen Sinne.
Schon vor der Vorstellung des X6 auf der IAA 2007 wurde der SsangYong Actyon im Jahr 2006 als Sport-Utility-Coupé (SUC) bezeichnet. Erst 2011 kam mit dem Range Rover Evoque ein weiteres Fahrzeug in den Handel, das es in einer Coupé-Variante gab. Im Gegensatz zu den meisten anderen Modellen hat dieses Coupé aber tatsächlich nur zwei Türen. Auch der ab 2013 angebotene Mini Paceman stellt eine zweitürige Variante eines anderen Modells (Mini Countryman) dar. 2014 führte BMW mit dem X4 eine Klasse tiefer ein weiteres Modell ein. Mercedes-Benz folgte 2015 mit dem GLE Coupé und 2016 mit dem GLC Coupé. Porsche führte 2019 das Cayenne Coupé ein. Ein weiteres Merkmal, das SUV-Coupés von den klassischen Coupés des Öfteren übernehmen, sind rahmenlose Scheiben wie beim Maserati Levante oder dem Audi Q8.
Auch chinesische Automobilhersteller bezeichnen einige ihrer Modelle als Coupé. Zu nennen sind hier unter anderem der Changan CS85, der Geely Xingyue S, das Haval H6 Coupé, der Haval F7x, der Lynk & Co 05 oder das Zotye T600 Coupé.
Bei den SUV-Coupés ist die Abgrenzung zu den herkömmlichen SUV unscharf. Teilweise werden auch Modelle wie der Toyota C-HR, der Mitsubishi Eclipse Cross oder der Tesla Model X als SUV-Coupé bezeichnet.

### Sonderformen
Es gibt geschlossene Fahrzeuge, die weitgehend der Definition Coupé entsprechen, aber weniger als zwei Türen haben. Dazu gehört der Nova von Nova Cars mit einem vorne angeschlagenen Dach, das zum Ein- und Aussteigen aufgeklappt wird. Der Nova wird in der Literatur als Coupé bezeichnet. Das Gleiche gilt für den Bond Bug.
Außerdem gibt es geschlossene Kleinstwagen mit nur einer Tür. Da sie nur eine Sitzreihe haben, können es keine Limousinen sein. So wird der Peel P50 in einer Quelle als Coupé bezeichnet.

## Ehemalige Bauformen

### Opera Coupé
Das Opera Coupé (in Europa auch: Coupé Opéra) ist eine der ältesten Varianten des Coupés mit vier Plätzen, davon zwei auf einer Sitzbank im Fond. Neben dem Fahrer gibt es nur einen Notsitz, um den Zugang zur Rückbank zu erleichtern. Nach dem Ersten Weltkrieg wurden Coupés mit etwas größerem Innenraum, vier bis fünf Sitzen und breiteren Türen so bezeichnet. Sie hatten oft ein rundes oder ovales Fenster im hinteren Teil des Daches, manchmal mit lederbezogenem Dach und/oder Sturmbügeln. Es gibt demnach Überschneidungen zum Five-Window Coupé, zum Sport Coupé und zum Club Coupé; Letzteres löste das Opera Coupé Ende der 1920er-Jahre ab.

### Business Coupé

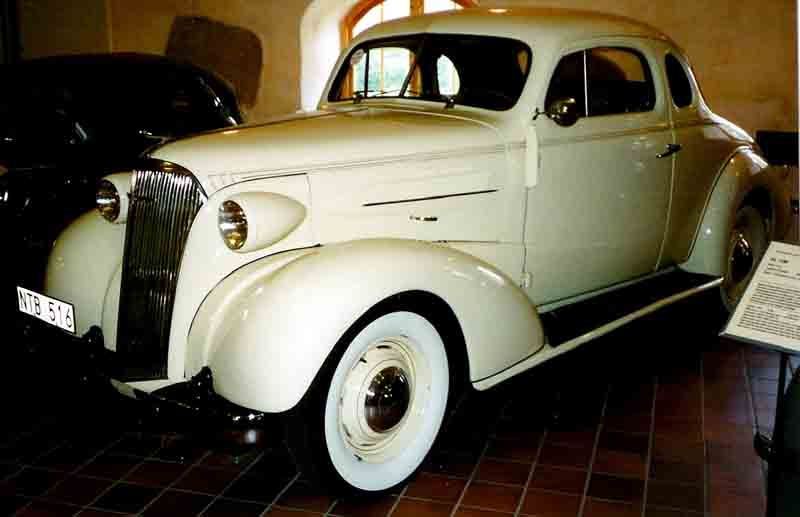
Chevrolet Master Series GB Business Coupé (1937, mit fünf Fenstern)

Das Business Coupé war in den USA von den frühen 1920er- bis etwa Mitte der 1950er-Jahre weit verbreitet. Es hatte einen nach vorn verlängerten, von außen zugänglichen Kofferraum statt Rücksitzen. Von außen sind diese Fahrzeuge kaum von anderen Coupés zu unterscheiden. Oft war das Business Coupé die preiswerteste Variante einer Modellreihe. Es war beliebt bei Handelsreisenden, die ihre Musterkoffer im abschließbaren, von außen nicht einsehbaren Kofferraum lassen konnten und nicht ins Hotelzimmer mitnehmen mussten. Bis Mitte der 1950er-Jahre war das Business Coupé vom praktischeren Station Wagon mit drei oder fünf Türen abgelöst worden.

### Three-Window Coupé

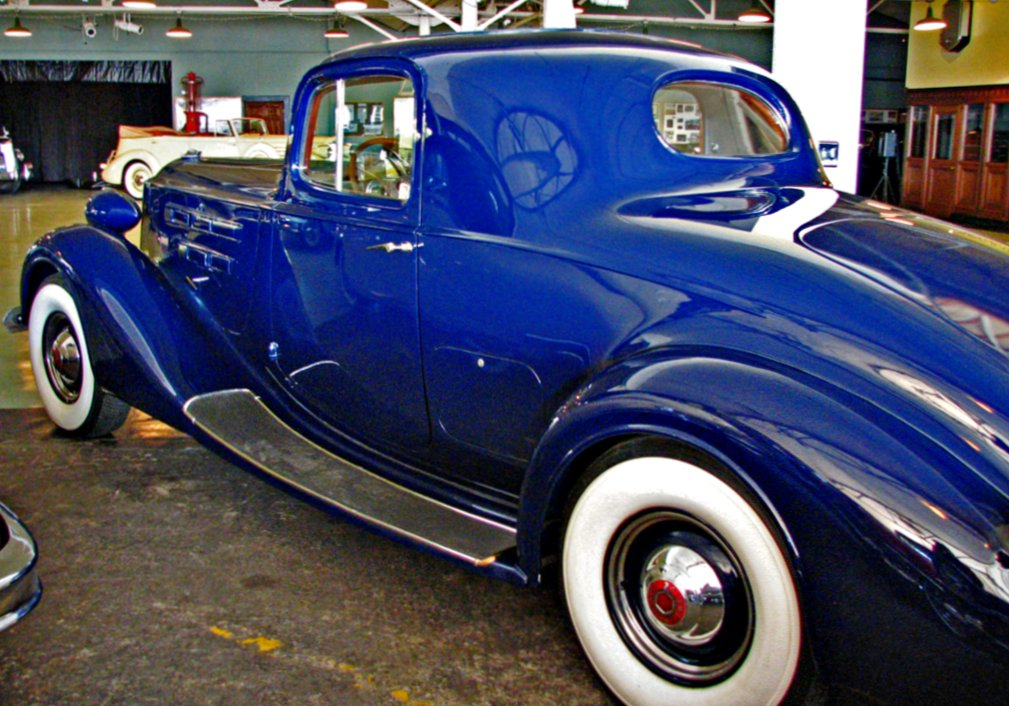
Packard Twelve Modell 1507 als Dreifenster-Coupé (Karr. #1037; 1937)

Three-Window Coupé ist eine vor allem in den USA gebräuchliche Bezeichnung für ein Coupé mit Seitenscheiben in den Türen, nicht aber im hinteren Teil des Dachs. Der Name bezieht sich auf die Seiten- und die Heckscheibe; die Frontscheibe wird als selbstverständlich vorausgesetzt. In der Regel gab es eine Sitzbank für drei Personen, manche Versionen hatten zusätzlich eine Zweierbank oder einen quer zur Fahrtrichtung angebrachten Einzelsitz im Fond. Das Sport Coupé (siehe unten) ist davon abgeleitet. Das Dreifenster-Coupé kam in den 1940er-Jahren aus der Mode.

### Five-Window Coupé

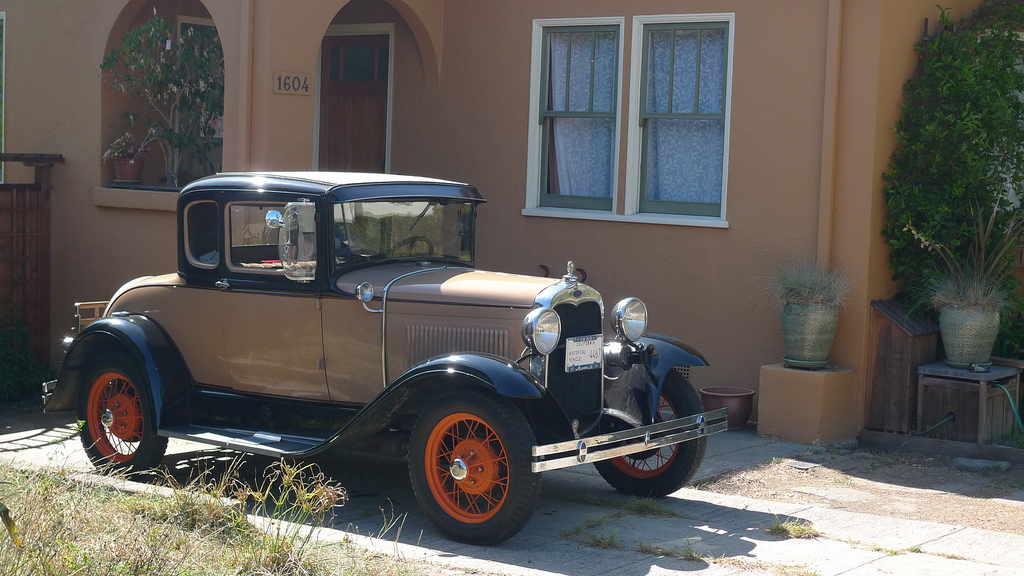
Perfekt restauriertes Ford Modell A Deluxe Coupé mit fünf Fenstern (1930)

Vom Dreifenster-Coupé unterschied sich die fünffenstrige Version durch zusätzliche Scheiben im hinteren Dachteil. Der Name bezieht sich auf die je zwei Seiten- und die Heckscheibe. Versionen ohne Passagierraum im Fond sind die Ausnahme. Das Five-Window Coupé wurde länger gebaut als die drei-fenstrige Variante.

### Sport Coupé
Das Dach des Sport Coupés (nicht zu verwechseln mit dem oben erwähnten Sportcoupé) ist mit Leder, Kunstleder oder textilem Material bezogen, um den Eindruck eines Cabriolets zu erwecken. Dieser Eindruck wurde oft durch Zierteile am Dachabschluss verstärkt, die die Sturmbügel echter Cabriolets imitierten. Sport Coupés waren etwas luxuriöser als normale Ausführungen. Der Stil kam nach 1930 schnell aus der Mode.

### Rumble Seat Coupé

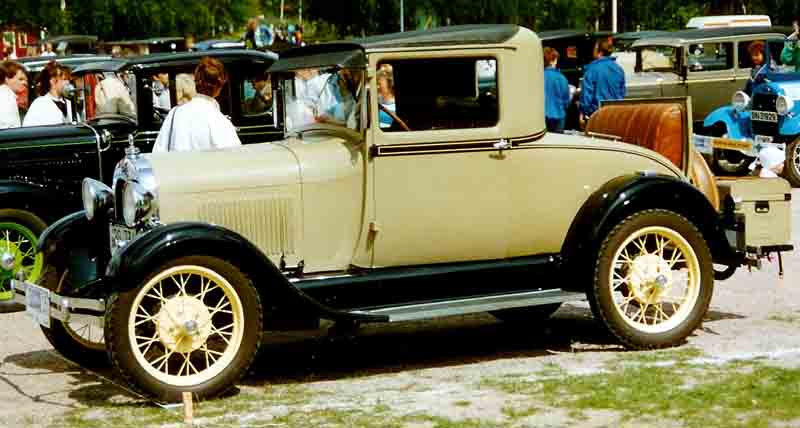
Ford Model A Standard Rumble Seat Coupe (1928). Die gepolsterte Rückenlehne in der Klappe und verchromte Haltegriffe sind gut zu sehen; auf der abgewandten Seite findet sich eine Trittstufe auf dem Kotflügel.

Eine Unterform des 3/5-fenstrigen Coupés und des Sport Coupés. Unter dem „Kofferraumdeckel“ befindet sich ein Notsitz, im Volksmund auch „Schwiegermuttersitz“ genannt. Die Innenseite des nach hinten öffnenden Deckels ist gepolstert. Üblicherweise wird das Sitzabteil über das Trittbrett und eine Stufe am Kotflügel betreten. Teurere Ausführungen haben gelegentlich eine seitliche Tür.

### Sedanca Coupé

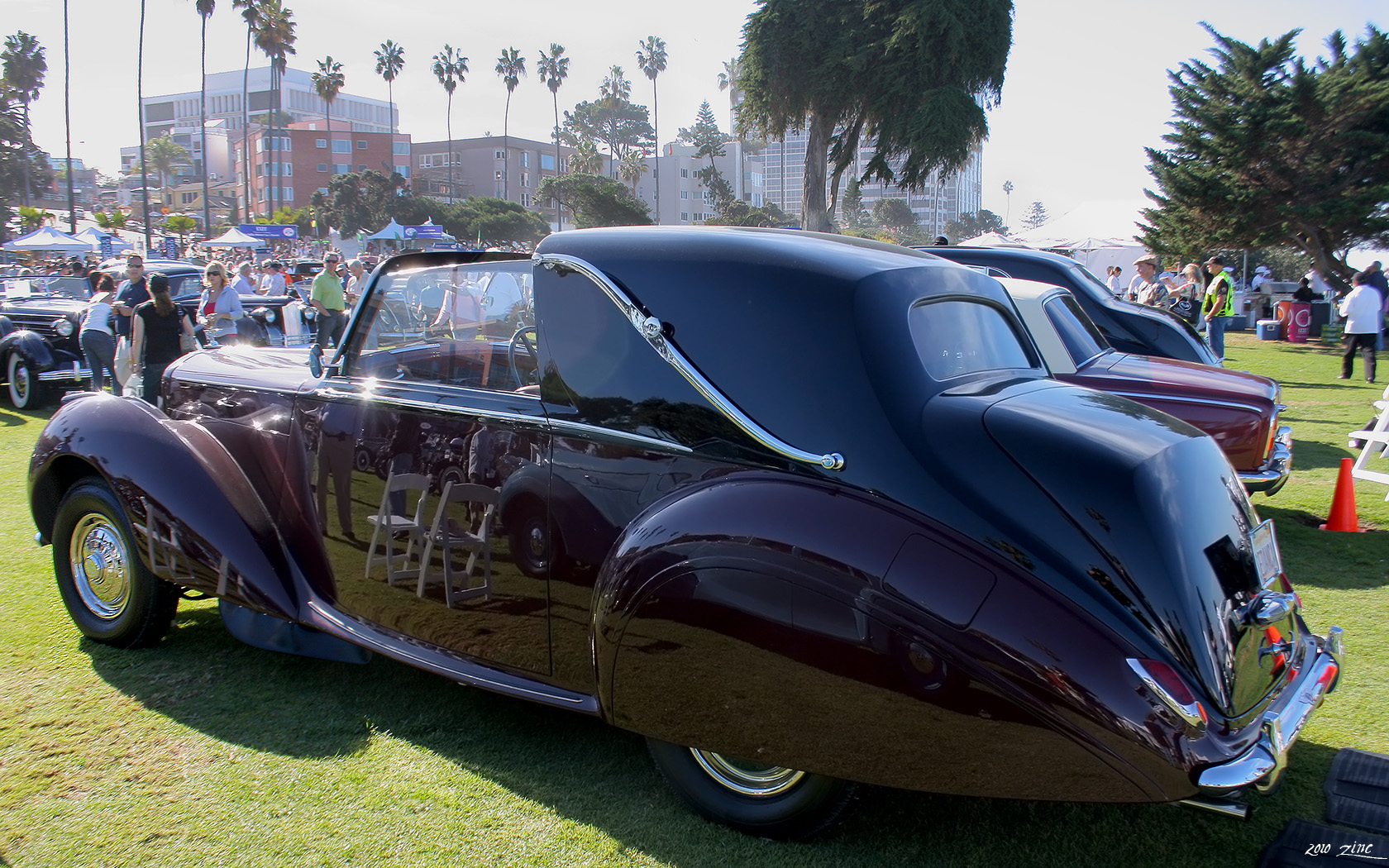
Bentley Mark VI Sedanca (1948)

Das luxuriöse Sedanca Coupé hat ein abnehmbares oder zu öffnendes vorderes Dachteil und ist damit ein Vorläufer des Coupés mit Targadach. Diese auch als Sedanca bezeichnete Bauform sollte weder mit dem Sedanca de Ville verwechselt werden (ein teilweise geschlossenes Repräsentationsfahrzeug) noch mit dem Sedanca Three Position Drophead Coupé, einem Cabriolet mit drei verschiedenen Dachstellungen.

### Club Coupé

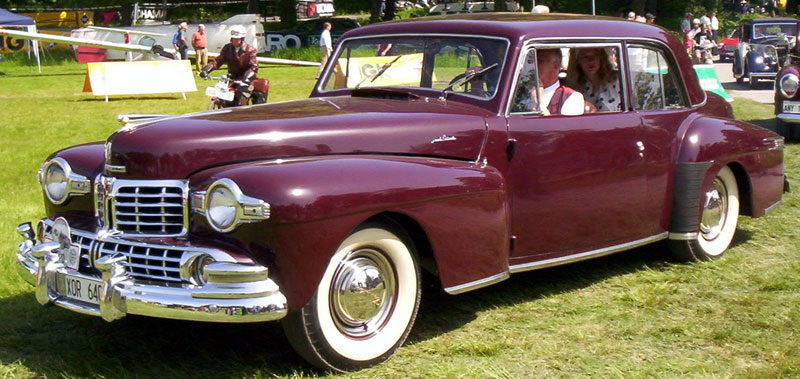
Lincoln Continental der ersten Generation als Club Coupé (1948)

In den USA von den frühen 1920er- bis Anfang der 1950er-Jahre war das Club Coupé eine verbreitete Mischform aus Coupé und zweitürigem Sedan. Nachfolger des Club Coupés wurden das Hardtop Coupé einerseits und der Club Sedan (zweitürig, mit B-Säule und längerem Dach) andererseits.

### Hardtop Coupé

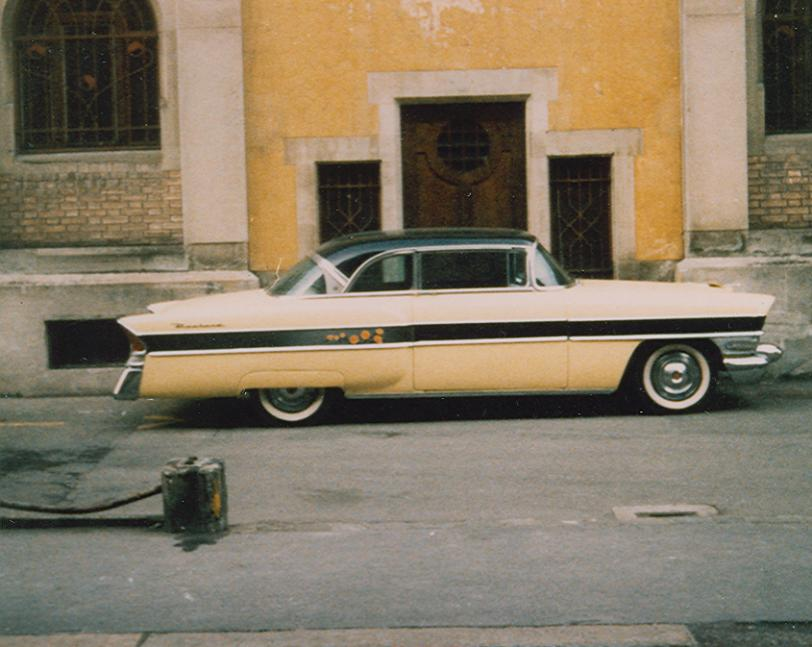
Der Packard Executive (1956) ist ein typischer Vertreter der US-Hardtop-Coupés mit sechs vollwertigen Sitzen. In Europa wurde diese Bauform auch als Faux cabriolet bezeichnet.

Aus der Vorkriegszeit sind einige handgefertigte Einzelstücke bekannt, der Cadillac Coupé DeVille gilt jedoch als erstes serienmäßig hergestelltes Hardtop Coupé. Die Fahrzeuge wurden in der Regel auf dem Chassis eines Cabriolets aufgebaut, das bereits verstärkt war. Dies war notwendig, weil das Dach nicht zur Steifigkeit der Konstruktion ohne B-Säule beitragen konnte.

### Faux Cabriolet
Das Faux Cabriolet ist ein geschlossenes Fahrzeug mit einem Dach aus Wachstuch oder Kunstleder, das den Eindruck erweckt, es sei ein Cabriolet, obwohl das Dach sich nicht öffnen lässt. Die Bezeichnung war in Europa verbreitet für das Sport Coupé und wurde mit dem Aufkommen des Hardtop Coupés wiederbelebt.

### Weitere Formen
- Coupé Fiacre (auch als Cabriolet): Die Linienführung war dem Fiaker nachempfunden. Das Coupé Fiacre kann man daher als eines der ersten Automobile im Retrostil bezeichnen.
- Goutte d’Eau („Wassertropfen“, auch als Cabriolet): Eine sehr extravagante Karosserie mit stark gerundeten, ausladenden Formen. Entwickelt wurde dieser Stil vom französischen Karosseriebauunternehmen Figoni & Falaschi.
- Coupé de Ville: Diese Bauform hat wenig zu tun mit dem Coupé, wie es in diesem Artikel definiert wird. Das Coupé de Ville ist eine Chauffeur-Limousine mit offenem Fahrerabteil.

## Historische Coupés: Bildergalerie

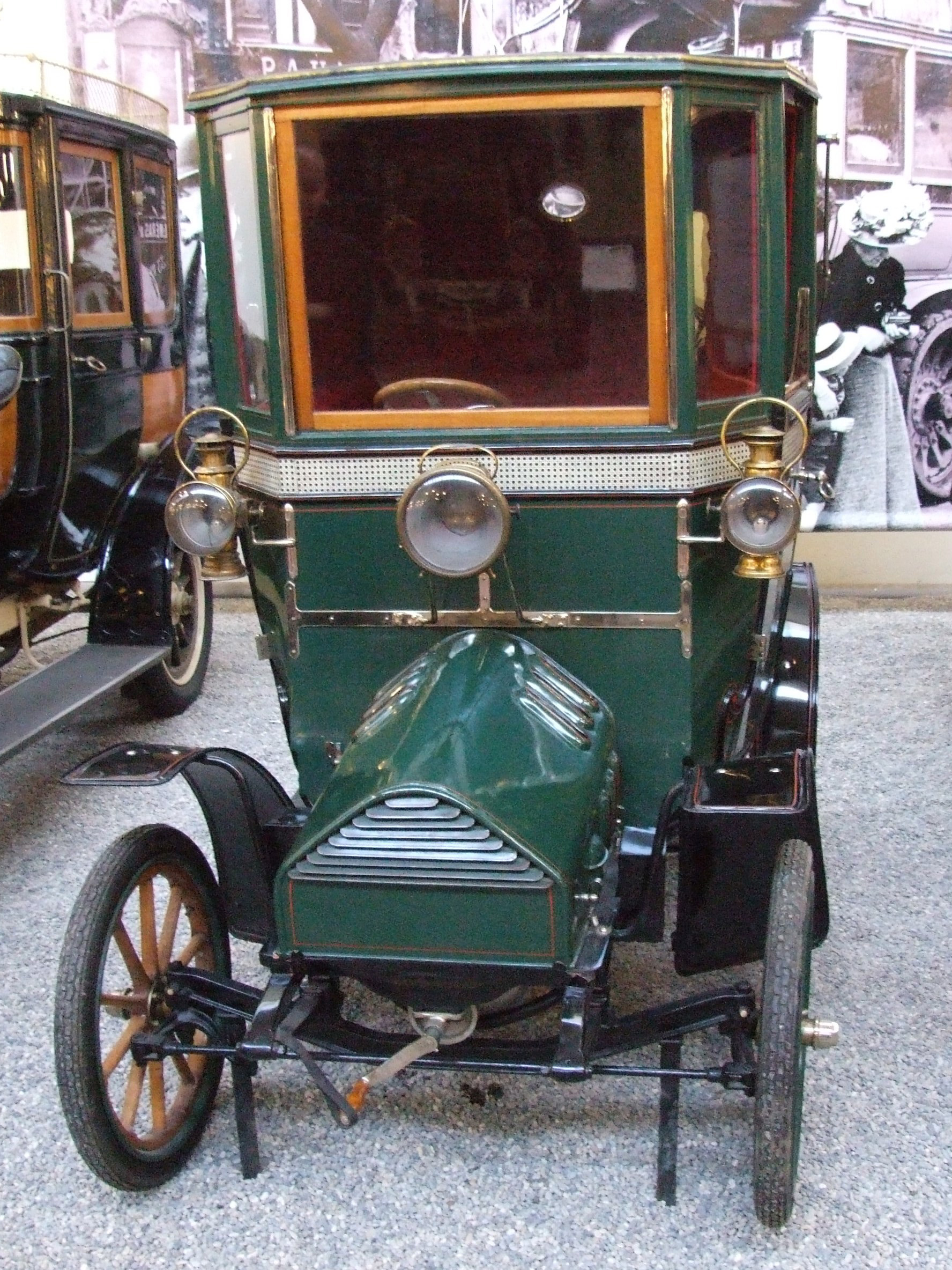
Zweisitziges Piccolo Coupé (1907)
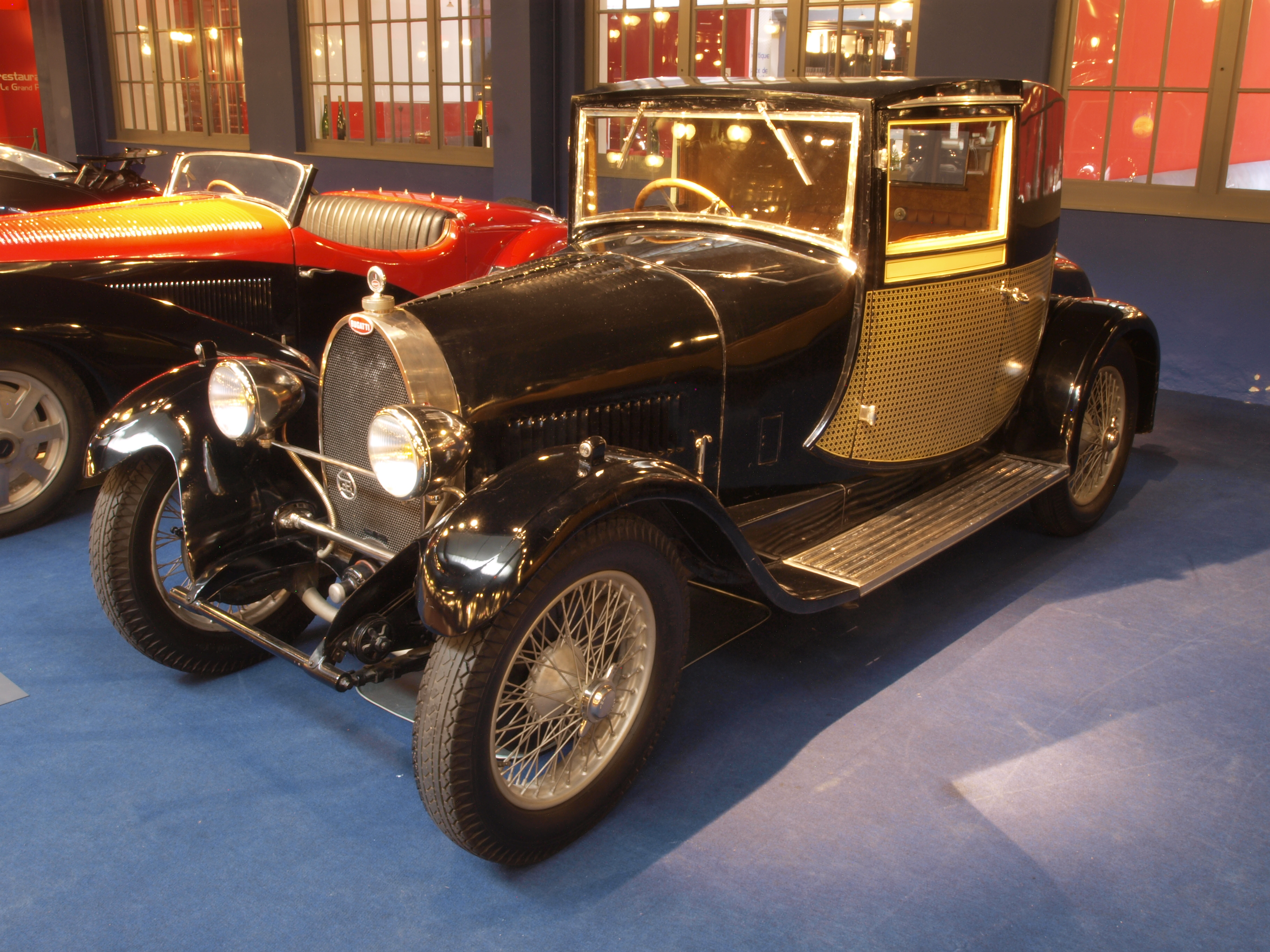
Bugatti Type 40 Coupé Fiacre (1929)
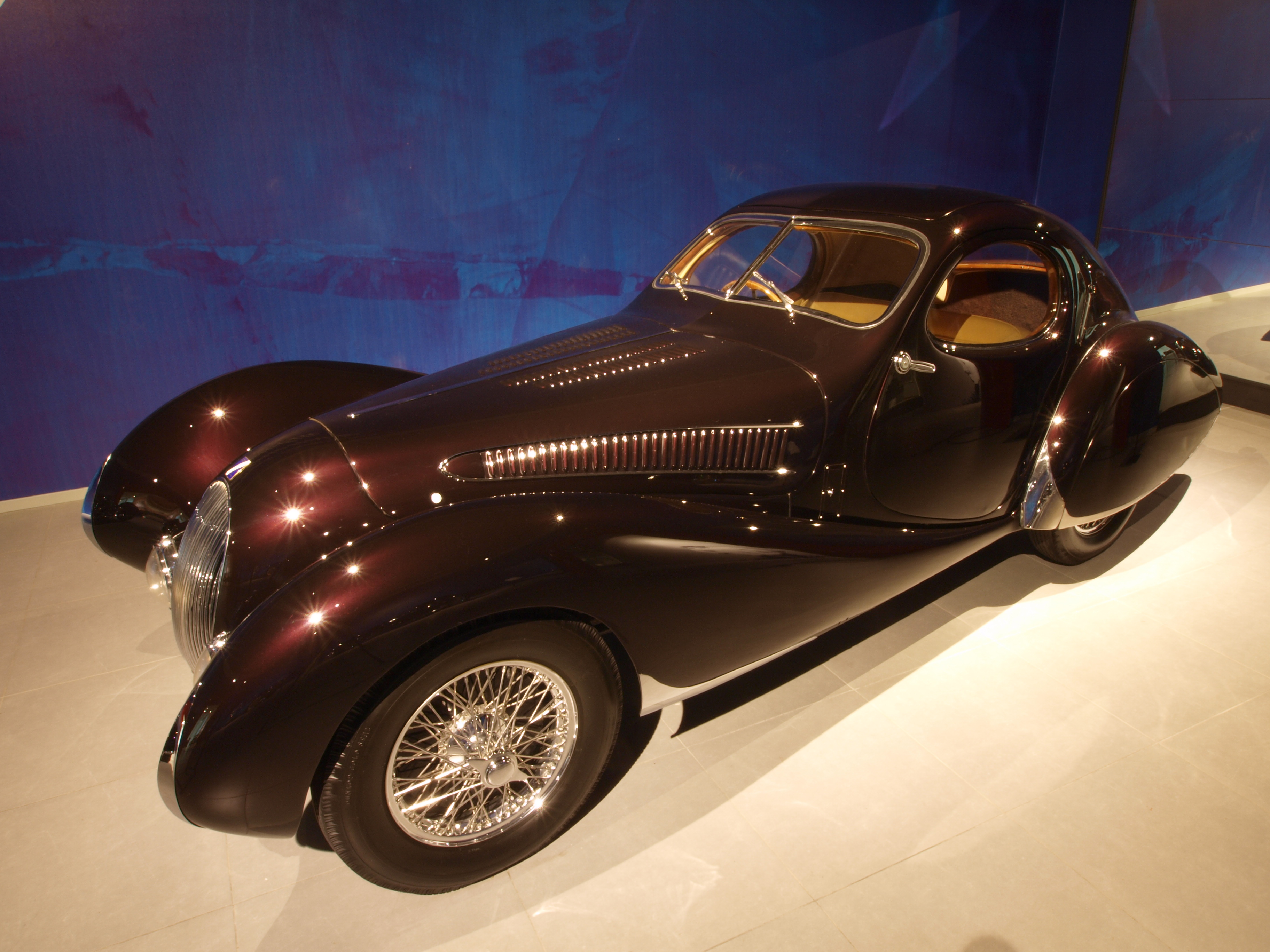
Talbot Lago T150 SS Figoni & Falaschi Goutte d’Eau (1937)
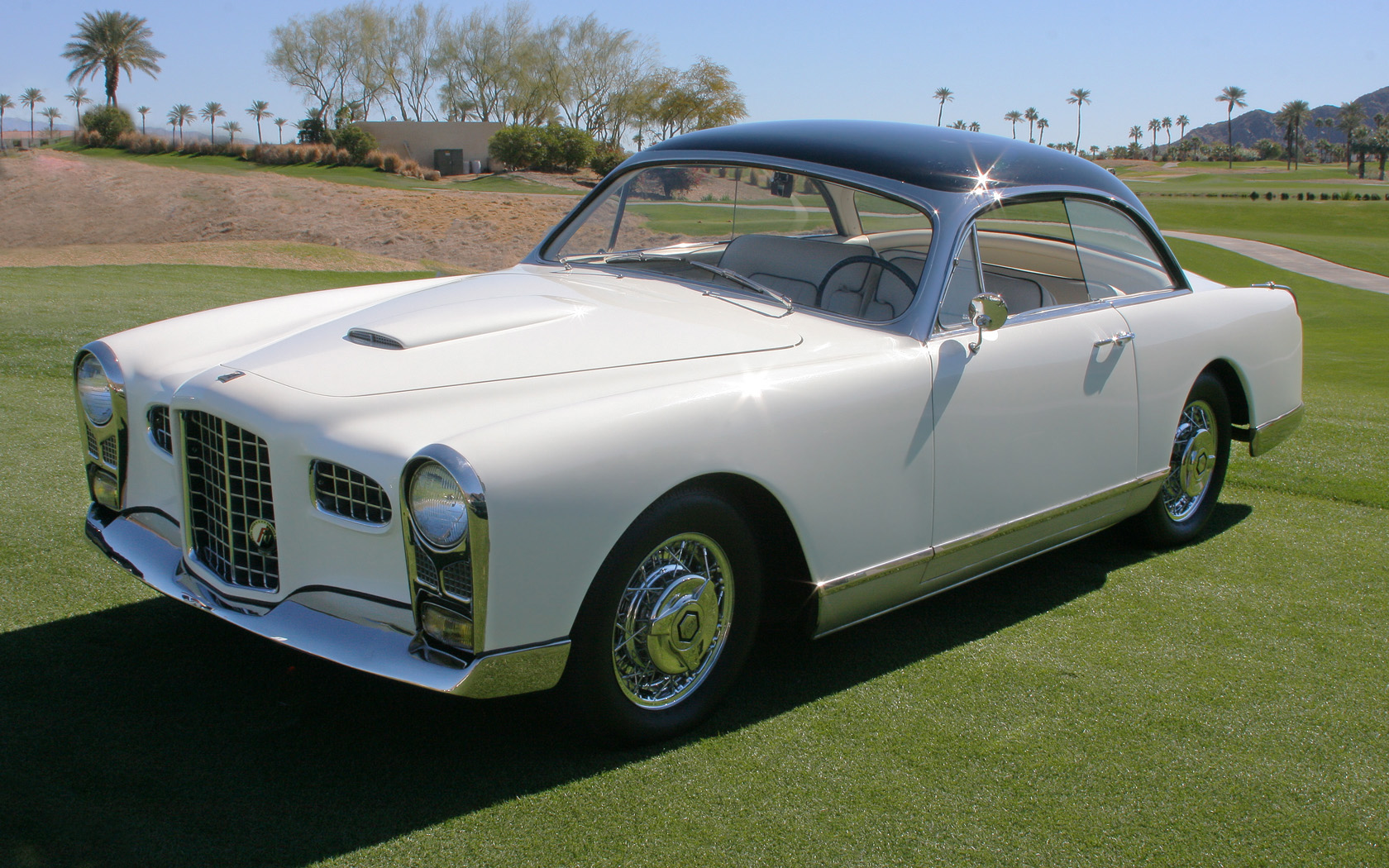
Facel Vega FV1 (1955)
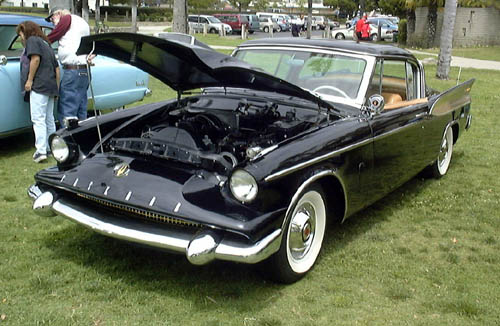
Packard Hawk Modell 58-Y8 (1958)